# 판사 부인
"판사 부인"은 1972년 공개된 대한민국의 영화이다.

## 배역
- 김지미
- 최무룡
- 강호정
- 이순재
- 정애영
- 최삼
- 황백
- 강계식
- 전숙
- 이예민
- 박예숙
- 임예심
- 박종설
- 박부양

## 수상
- 1973년 제9회 백상예술대상
  - 영화부문 시나리오상 - 강대선